# هیراایزومی، ایواته
هیراایزومی، ایواته (به لاتین: Hiraizumi, Iwate) یک منطقهٔ مسکونی در ژاپن است که در استان ایواته واقع شده‌است. هیراایزومی ۶۳٫۳۹ کیلومتر مربع مساحت و ۷٬۹۷۶ نفر جمعیت دارد.